# كايل تشاندلر
كيلي شاندلر (بالإنجليزية: Kyle Chandler)‏ مواليد 17 سبتمبر 1965 في نيويورك، الولايات المتحدة، هو ممثل أمريكي بدأ مسيرته الفنية عام 1988. كما أنه من الفائزين بجائزة إيمي.

## الأعمال

### أفلام
- كينغ كونغ
- سوبر 8
- ذئب وول ستريت
- آرغو
- زيرو دارك ثيرتي
- مدينة محطمة
- المدهش الآن
- حياة واحدة للعيش
- طبعة مبكرة
- غريز أناتومي
- فريداي نايت لايتس
- كارول
- لعبة الليل

## روابط خارجية
- كايل تشاندلر على موقع IMDb (الإنجليزية)
- كايل تشاندلر على موقع روتن توميتوز (الإنجليزية)
- كايل تشاندلر على موقع قاعدة بيانات الأفلام العربية
- كايل تشاندلر على موقع ألو سيني (الفرنسية)
- كايل تشاندلر على موقع أول موفي (الإنجليزية)
- كايل تشاندلر على موقع قاعدة بيانات برودواي على الإنترنت (الإنجليزية)
- كايل تشاندلر على موقع قاعدة بيانات الأفلام السويدية (السويدية)
- كايل تشاندلر على موقع إن إن دي بي (الإنجليزية)
- كايل تشاندلر على موقع قاعدة بيانات الفيلم (الإنجليزية)
- كايل تشاندلر على موقع كينوبويسك (الروسية)